# Würmtalbrücke

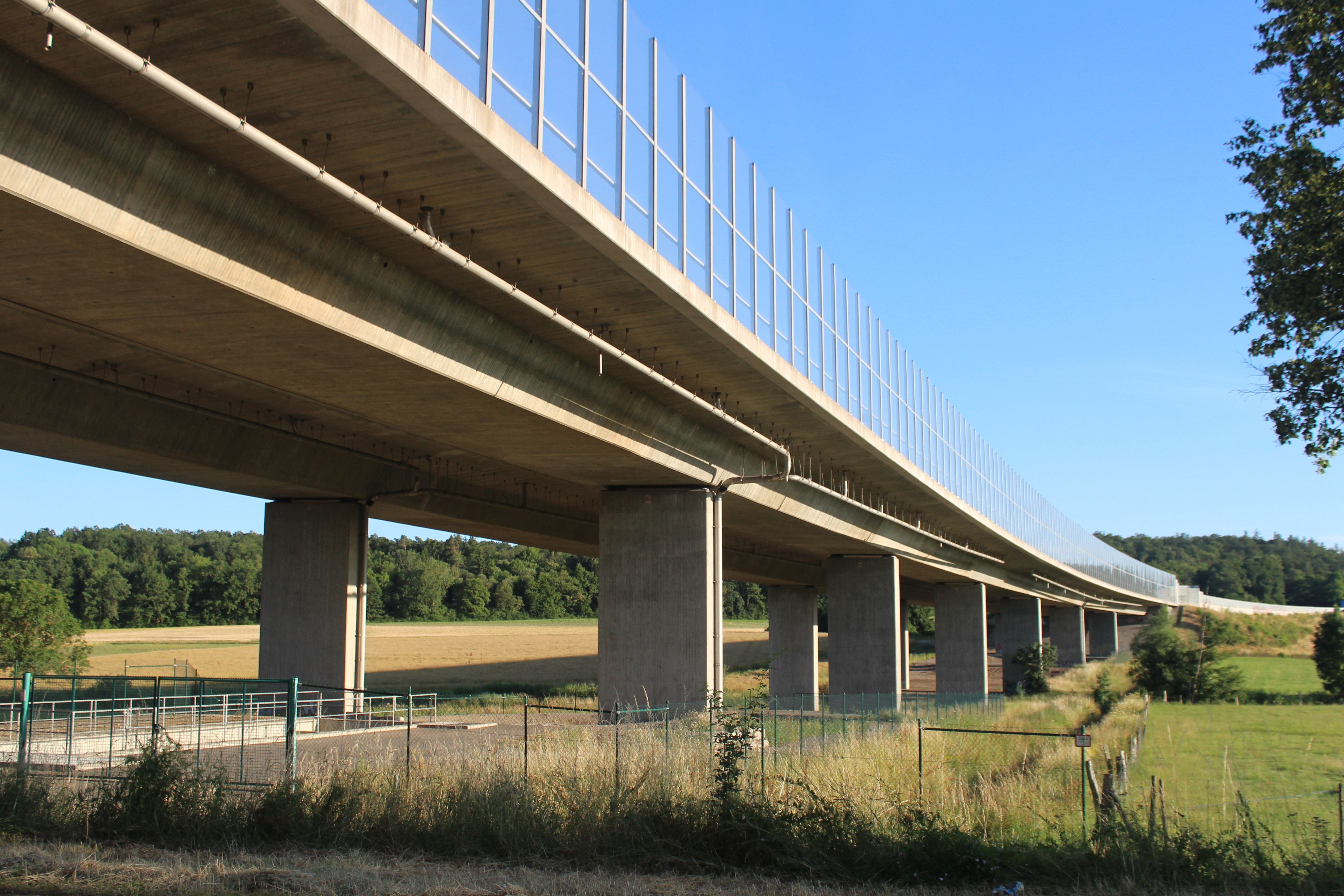
Würmtalbrücke

Die Würmtalbrücke ist die 13 Meter hohe und 242 Meter lange Brücke der Bundesautobahn 81 über das Würmtal bei Ehningen in Baden-Württemberg. Die Würmtalbrücke wurde im Juni 1978 fertiggestellt und liegt auf der Gemarkung der Gemeinde Ehningen. Sie überquert die Würm, die Kreisstraße 1001 und den Würmtalradweg.